# Мариана Запата
Мариана Запата (на английски: Mariana Zapata) е американска писателка на произведения в жанра любовен роман.

## Биография и творчество
Мариана Запата е родена на 27 септември 1986 г. в Хюстън, Тексас, САЩ. От тийнейджърска възраст е запалена по романтичната литература и сама пише любителски фензини в интернет. В началото на 20-те си години продължава да пише фензини, когато е подтикната от съпруга си да пише да пише професионално.
Първият ѝ роман Under Locke (Под Лок) е издаден през 2014 г. и е романтична история сред лоши момчета, мотоциклети и стриптийз клуб.
Романът ѝ „Огън на леда“ от 2018 г. е за любовна драма между кънкьорите Джасмин и Иван Луков, които освен да са съперници на леда, трябва и да станат партньори, за да постигнат спортен и житейски успех.
Омъжена е за китариста на прогресив метъл групата Scale the Summit.
Мариана Запата живее със семейството си в Погоуза Спрингс, Колорадо.

## Произведения

### Самостоятелни романи
- Under Locke (2014)[1][4][2]
- Kulti (2015)
- Lingus (2015)
- Rhythm, Chord & Malykhin (2015)
- The Wall of Winnipeg and Me (2016)
- Wait for It (2016)
- Dear Aaron (2017)
- From Lukov with Love (2018)
Огън на леда, изд.: ИК „Ибис“, София (2019), прев. Боряна Даракчиева
- Luna and the Lie (2018)
- The Best Thing (2019)
- Hands Down (2020)
- All Rhodes Lead Here (2021)